# Bernard Faÿ

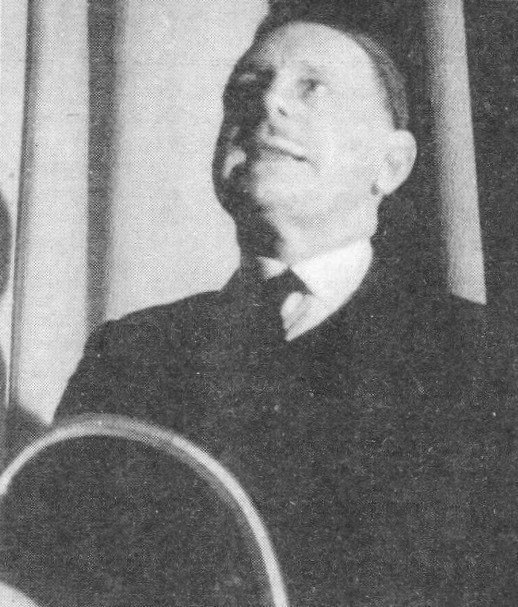
Bernard Fay (1943)

Bernard Faÿ (* 3. April 1893 in Paris; † 5. Dezember 1978 in Tours) war ein französischer Historiker, Gegner der Freimaurerei und Kollaborateur im Vichy-Regime. Er verbreitete als Publizist und Funktionär die antisemitische Theorie einer weltweiten jüdisch-freimaurerischen Verschwörung.

## Leben

### Vorkriegszeit (1893–1939)
Faÿ, fünftes von sieben Kindern einer wohlhabenden royalistisch-katholischen Familie, besuchte 1907 bis 1911 die Lycée Condorcet und absolvierte von 1911 bis 1914 an der Sorbonne ein geisteswissenschaftliches Studium ("lettres classiques"), das er mit der Agrégation des lettres abschloss. Als Kriegsfreiwilliger gehörte er ab 1914 dem Sanitätsdienst der Armee an. Für seinen Einsatz in der Schlacht um Verdun wurde er mit dem Croix de guerre ausgezeichnet. Kontakte mit Angehörigen des amerikanischen Expeditionskorps während des Krieges weckten sein Interesse für die USA. Mit einem amerikanischen Stipendium studierte er 1919 bis 1921 an der Harvard University und erwarb dort einen Master of Arts. In den folgenden Jahren unterrichtete er zunächst an der Columbia University, dann an der University of Iowa. Er entwickelte sich zum Spezialisten für die Zeit der Literatur der Aufklärung und vergleichenden Literaturwissenschaftler. 1925 promovierte er an der Sorbonne über den revolutionären Geist in Frankreich und den Vereinigten Staaten von Amerika am Ende des 18. Jahrhunderts. Ende der 1920er Jahre veröffentlichte Faÿ mit großem Erfolg englischsprachige Biographien über Benjamin Franklin und George Washington, die erst später ins Französische übersetzt wurden. Er hielt sich regelmäßig in den Vereinigten Staaten auf und setzte sich in Büchern, in zahlreichen Vorträgen und in Beiträgen für französische und amerikanische Zeitungen und Zeitschriften bei zunehmendem Antiamerikanismus in der französischen Öffentlichkeit für ein besseres gegenseitiges Verständnis der beiden Nationen und auch schon früh für Franklin D. Roosevelt und dessen New Deal-Politik ein.

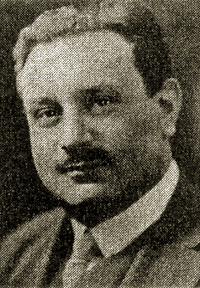
Bernard Faÿ als jüngerer Mann

Auf Grund seiner zahlreichen persönlichen Bekanntschaften und der Kontakte seiner Familie zu zeitgenössischen Künstlern setzte sich Faÿ für avantgardistische Kunst ein. Seit den frühen 1920er Jahren war der homosexuelle Faÿ eng mit Gertrude Stein und Alice B. Toklas befreundet; er war einer der wenigen, mit denen Stein sich im Laufe ihres Lebens nicht überwarf. Über sie lernte er Pablo Picasso kennen. Er setzte sich für Steins Publikationen in Frankreich ein und übersetzte 1933 einen Auszug aus Steins The Making of Americans ebenso wie ihre Autobiografie von Alice B. Toklas ins Französische. Durch seine rege Vortragstätigkeit in den USA trug er dort viel zum frühen Ruhm Marcel Prousts bei, mit dem er ebenso persönlich bekannt war wie mit André Gide. Den befreundeten amerikanischen Komponisten Virgil Thomson führte Faÿ in die Pariser Künstlerkreise ein, in denen er verkehrte, und vermittelte Thomson u. a. Kontakte zur Groupe des Six (v. a. zu Darius Milhaud, Francis Poulenc und Arthur Honegger), aber auch zu Erik Satie, zu Jean Cocteau und zu Raymond Radiguet. Faÿ übersetzte Werke von Sherwood Anderson und Eugene Jolas ins Französische und schrieb eine erfolgreiche Einführung in die moderne französische Literatur, die mit genauso großem Erfolg dann auch ins Englische übersetzt wurde.
1932 wurde Faÿ auf den neugeschaffenen Lehrstuhl für „Civilisation américaine“ des Collège de France berufen. Während er sich mit aktuellen Themen, z. B. den Auswirkungen der Weltwirtschaftskrise auf die USA, oder mit dem Werdegang von La Fayette oder Vergennes befasste, machte er in seinen Seminaren zunehmend Geheimgesellschaften zum Thema, insbesondere die Aktivitäten angelsächsischer und französischer Freimaurer im 18. Jahrhundert. Die Ergebnisse seiner Forschung veröffentlichte er 1935 in einem umfangreichen Werk.
Obschon in der Pariser Avantgarde vernetzt und früher Bewunderer der USA, stammte Faÿ aus dem traditionell konservativen Milieu machte dort ebenfalls Kontakte geltend. Seine Vorträge und Veröffentlichungen zur Geschichte der Freimaurer platzierte er in den 1930er-Jahren zunehmend in royalistischen und rechtskatholischen Organen.  Um 1935 schloss er sich dem offen nationalistischen Lager und einer Vorfeldorganisation der Action Française an, für die er 1939 eine Tagung anlässlich des 150. Jahrestages der Französischen Revolution organisierte. Deren Trias von Werten (Freiheit, Gleichheit, Brüderlichkeit) hatte er bereits zuvor als „unfranzösisch“, „angelsächsisch“ und „masonisch“ verunglimpft. Bei anderen Symposien traf er mit bekannten rechtsgerichteten Persönlichkeiten wie General Maxime Weygand, René Gillouin und Gaston Le Provost de Launay zusammen, die ebenfalls antimasonisches Gedankengut verbreiteten. Während des Spanischen Bürgerkriegs unterstützte er publizistisch die Nationalisten um General Franco. Zudem gab er in diesen Jahren der NS-deutschen Presse Interviews zur Frage einer Annäherung beider Staaten.

### Verhalten während der deutschen Besatzungszeit (1940–1944)
Nach der militärischen Niederlage Frankreichs wurde Julien Cain, der Direktor der Bibliothèque nationale de France, im August 1940 durch das Vichy-Regime seiner Funktion enthoben und Faÿ zu seinem Nachfolger ernannt. Mit Erlass vom 13. August 1940 löste das Vichy-Regime alle Geheimgesellschaften auf, da Marschall Pétain diese für alle Probleme Frankreichs verantwortlich machte. Faÿ, der Pétains Einschätzung teilte, wurde zum Leiter der Antifreimaurer-Behörde des Vichy-Regimes Service des sociétés secrètes ernannt. Das Centre d'action et de documentation (CAD) stellte eine Kartei von 170.000 Mitgliedern von Geheimgesellschaften zusammen, davon 64.000 Freimaurer. Während der vierjährigen deutschen Besatzungsherrschaft in Frankreich gab Faÿ die freimaurerfeindliche Zeitschrift Les Documents Maçonniques heraus. Unter den vom Service des sociétés secrètes in Faÿs Amtszeit erfassten Freimaurern waren 6.000 von Repressalien betroffen und fast 1.000 wurden deportiert, oft wegen Beteiligung am Widerstand. Etwa 500 Freimaurer wurden erschossen oder starben bei der Deportation in deutsche Konzentrationslager. Faÿ stand während der Besatzungszeit anlässlich von deren Paris-Aufenthalten in direktem Kontakt mit Paul Dittel, dem Freimaurer-Spezialisten des Sicherheitsdienstes des Reichsführers SS (SD), mit dessen Vorgesetztem Franz Alfred Six und mit dem Staatsrechtler und politischen Philosophen Carl Schmitt.
Trotz seines Antisemitismus protegierte Faÿ, der als Agent der Gestapo unter der Matrikel VM FR1 (Vertrauensmann Französisch#1) registriert war, Gertrude Stein und Alice B. Toklas. Dafür erwies Gertrude Stein sich erkenntlich, indem sie Reden von Marschall Pétain übersetzte und dazu ein um Verständnis werbendes Vorwort schrieb, doch wurden diese Texte nie veröffentlicht.

### Leben nach 1944
Als Faÿ nach dem Krieg als Kollaborateur der Prozess gemacht wurde, intervenierte Gertrude Stein mit einem Brief zu seinen Gunsten, doch er wurde zu lebenslangem Ehrverlust und zu Arbeitslager verurteilt. Die Professur am Collège de France wurde ihm aberkannt. Nach fünf Jahren konnte er aus der Haft fliehen und in die Schweiz entkommen, angeblich mit Hilfe von Geld, das Alice B. Toklas ihm hatte zukommen lassen. Eine Dozentur an der Universität Freiburg (Schweiz), die er durch Vermittlung seines Freundes Gonzague de Reynold erlangt hatte, musste er auf Grund von Studentenprotesten aufgeben. Er gab amerikanischen Studenten dann Französisch-Unterricht. 1959 wurde er vom Staatspräsidenten Coty begnadigt. Faÿ kehrte nach Frankreich zurück und veröffentlichte noch mehrere Bücher und Zeitschriftenbeiträge in rechtsgerichteten Verlagen.

Sein Biograph Antoine Compagnon urteilt zusammenfassend über Faÿ: 

„Faÿ war alles andere als ein vorbildlicher, ja, er war sogar ein sehr unerfreulicher Mensch, ein Intellektueller, der die Moral der Politik opferte, aber sein Lebensweg, dem es weder an romanhaften Episoden noch an leidenschaftlichen Kehrtwendungen mangelte, bleibt zutiefst beunruhigend.“

## Schriften
- The Revolutionary Spirit in France and America. Tr. Ramon Guthrie. Harcourt, Brace and Company, 1927.
- The American experiment. (mit Avery Claflin), Harcourt, Brace and Company, 1929.
- Franklin: The apostle of modern times … Little, Brown, New York, Company, 1929.
- George Washington: Republican Aristocrat. Houghton Miflin, Boston 1931.
- Die grosse Revolution in Frankreich 1715–1815. Callwey, 1960.
- Ludwig XVI. oder der Sturz in den Abgrund, 1961
- Die tollen Tage: Beaumarchais oder die Hochzeit des Figaro. List, 1973, ISBN 3-47177513-7.